# Maria Josefa av Österrike (1699–1757)
Maria Josefa av Österrike född 8 december 1699 i Wien, död 17 november 1757 i Dresden, drottning av Polen och kurfurstinna av Sachsen, gift med August III. Hon var Polens sista drottning. 

## Biografi
Född dotter till Josef I (tysk-romersk kejsare) och Wilhelmina Amalia av Braunschweig-Lüneburg. Hon och hennes syster uteslöts från den österrikiska tronföljdsordningen av den pragmatiska sanktionen 1713, som gav tronen åt Maria Theresia. 

### Giftermål
Hon blev gift med August 20 augusti 1719. Äktenskapet arrangerades av August den starke för att kunna göra anspråk på österrikisk mark: detta hade föreslagits redan 1704, men dragit ut på tiden ända fram till brudgummens konvertering till katolicismen 1712. 

### Drottning
Hon blev Polens drottning då maken valdes till kung år 1733, och kröntes 1734. 
Maria Josefa beskrivs som intelligent, religiös och ambitiös. Hon grundade flera kyrkor och kloster och gav sitt stöd åt Polens jesuiter. 
Hon hävdade 1740 sina tronanspråk på Österrike - dock inte för egen räkning utan för att göra sin make till monark i sitt ställe - men tvingades 1742 ge upp dem och allierade sig då med Österrike. 
Under sjuårskriget stannade hon i Dresden då staden togs av preussiska trupper, medan maken flydde. Hon dog av ett slaganfall under preussarnas plundring av staden.

## Barn
Maria Josefa födde 14 barn, varav åtta blev vuxna: 
1. Fredrik Kristian av Sachsen (1722-1763)
2. Maria Amalia av Sachsen (1724-1760), gift med Karl III av Spanien
3. Maria Anna Sophie av Sachsen (1728-1797), gift med Maximilian III Joseph av Bayern
4. Maria Josefa av Sachsen (1731-1767), gift med Ludvig av Frankrike
5. Karl av Sachsen (1733-1796) , hertig av Kurland
6. Maria Christina av Sachsen (1735-1782), abbedissa av Remiremont
7. Albert Kasimir av Sachsen-Teschen (1738-1822) , gift med Maria Kristina av Österrike
8. Maria Kunigunde av Sachsen (1740-1836), abbedissa av Essen